# Championnats de France de patinage artistique 1983
Navigation
Championnats de France 1982 Championnats de France 1984
Les championnats de France de patinage artistique 1983 ont eu lieu à la Patinoire de Mériadeck à Bordeaux pour 3 épreuves : simple messieurs, simple dames et couple artistique. 
La Patinoire de Poissompré à Épinal a accueilli l'épreuve de danse sur glace.

## Podiums
| Épreuves                            | Or                                 | Argent                              | Bronze                            |
| Messieurs résultats détaillés       | Jean-Christophe Simond             | Laurent Depouilly                   | Fernand Fédronic                  |
| Dames résultats détaillés           | Agnès Gosselin                     | Béatrice Farinacci                  | Sophie Cuissot                    |
| Couples résultats détaillés         | Nathalie Tortel / Xavier Douillard | Cathy Gallière / Lionel Delieutraz  | -                                 |
| Danse sur glace résultats détaillés | Nathalie Hervé / Pierre Béchu      | Martine Olivier / Philippe Boissier | Guillemette Ferial / Éric Chamoin |

## Détails des compétitions
(Détails des compétitions encore à compléter)

### Messieurs
| Rang | Nom                    |
| ---- | ---------------------- |
| 1    | Jean-Christophe Simond |
| 2    | Laurent Depouilly      |
| 3    | Fernand Fédronic       |
| ...  |                        |

### Dames
| Rang | Nom                |
| ---- | ------------------ |
| 1    | Agnès Gosselin     |
| 2    | Béatrice Farinacci |
| 3    | Sophie Cuissot     |
| ...  |                    |

### Couples
| Rang | Nom                                |
| ---- | ---------------------------------- |
| 1    | Nathalie Tortel / Xavier Douillard |
| 2    | Cathy Gallière / Lionel Delieutraz |

### Danse sur glace
| Rang | Nom                                 |
| ---- | ----------------------------------- |
| 1    | Nathalie Hervé / Pierre Béchu       |
| 2    | Martine Olivier / Philippe Boissier |
| 3    | Guillemette Ferial / Éric Chamoin   |
| ...  |                                     |

## Sources
- Le livre d'or du patinage d'Alain Billouin, édition Solar, 1999